# Chiesa di Santa Maria Assunta (Netro)
La chiesa cimiteriale di Santa Maria Assunta nel comune di Netro fa parte del patrimonio di chiese romaniche che popolavano la Serra. Costruita tra l'XI ed il XIII secolo, essa presenta quasi intatta la sua fisionomia originaria.

## Storia e descrizione
Le prime testimonianze documentali sono degli anni 1150 e 1152: esse ci informano che la chiesa di Netro era posta alle dipendenze del Capitolo della pieve di Santo Stefano a Biella, a sua volta dipendente dalla diocesi di Vercelli . La chiesa originaria era probabilmente più piccola di quella attuale, con una navata unica; come avvenne per la vicina chiesa di San Secondo a Magnano, essa fu ampliata in un periodo successivo tra il XII ed il XIII secolo, assumendo la struttura che ha complessivamente conservato sino ai nostri giorni.
Cessato nel 1621 il ruolo di parrocchiale quando, venne costruita in paese la nuova chiesa (intitolata anch'essa a Santa Maria Assunta), assunse col tempo la funzione di chiesa cimiteriale, garantendosi la sopravvivenza. La chiesa è stata oggetto di un ampio restauro nel 1985.
La struttura architettonica della chiesa presenta elementi tipici del romanico popolare, come esso si manifesta nei borghi di campagna. La facciata - costruita in alto con pietre di colore brunastro, e in basso con pietre più chiare – ha la tipica forma a capanna, sormontata da un campaniletto a vela di epoca più tarda. Le tre porte d'ingresso lasciano intuire, all'interno, una struttura a tre navate. La porta centrale è inquadrata da una specchiatura formata da due lesene che salgono per i due terzi dell'altezza e da un motivo decorativo a capanna con archetti pensili rampanti ed un oculo centrale. Al di sotto di tale oculo è posta una nicchia contenente un affresco, ormai illeggibile, che raffigurava le Anime del Purgatorio. Un'altra piccola nicchia è posta al di sopra dell'architrave che sormonta l'ingresso di sinistra. Sempre sulla facciata si osservano due curiose pietre con incisioni: una reca una data (1421?) e l'altra un nome.
Tracce di affreschi, realizzati forse con la ristrutturazione del XVIII secolo, si notano sulla parete di sinistra della chiesa.
Alquanto suggestive sono l'abside centrale e le due absidiole minori poste al termine delle tre navate: esse sono costituite da un basamento più ampio, da un corpo semicircolare con aperture per la luce ed una copertura a lose (pietre piatte e sottili). L'abside centrale presenta un fregio a dente di sega in mattoni
Le navate sono divise in tre campate formate da colonne in laterizio che sostengono arcate a tutto sesto.
La parete absidale, al termine della navata centrale, conserva affreschi del XV secolo ancora sufficientemente leggibili. Secondo una soluzione iconografica canonica, troviamo un Cristo Pantocratore posto nel catino dell'abside e, nella fascia sottostante, le figure degli Apostoli.

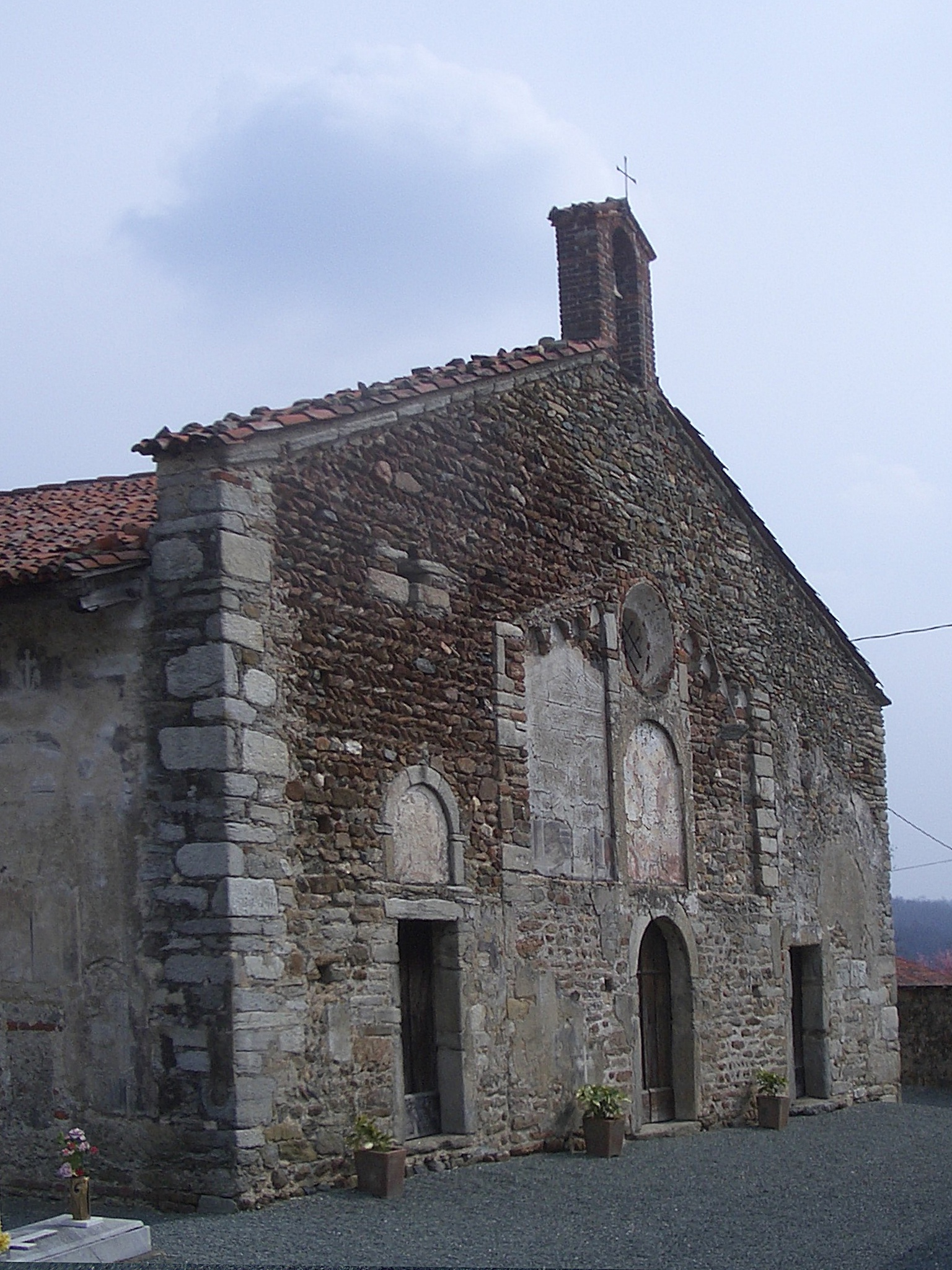
La facciata
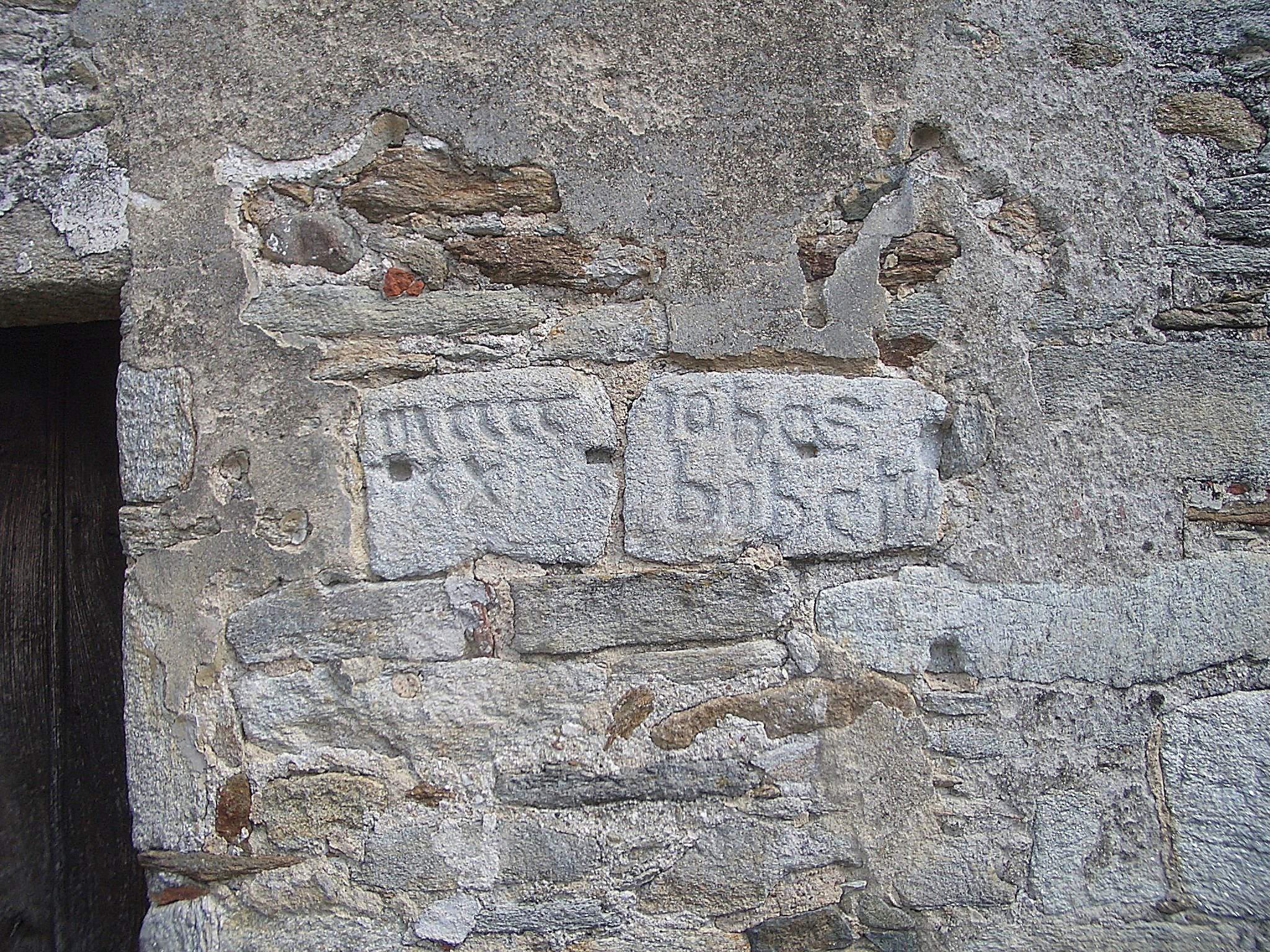
Incisioni sulla facciata
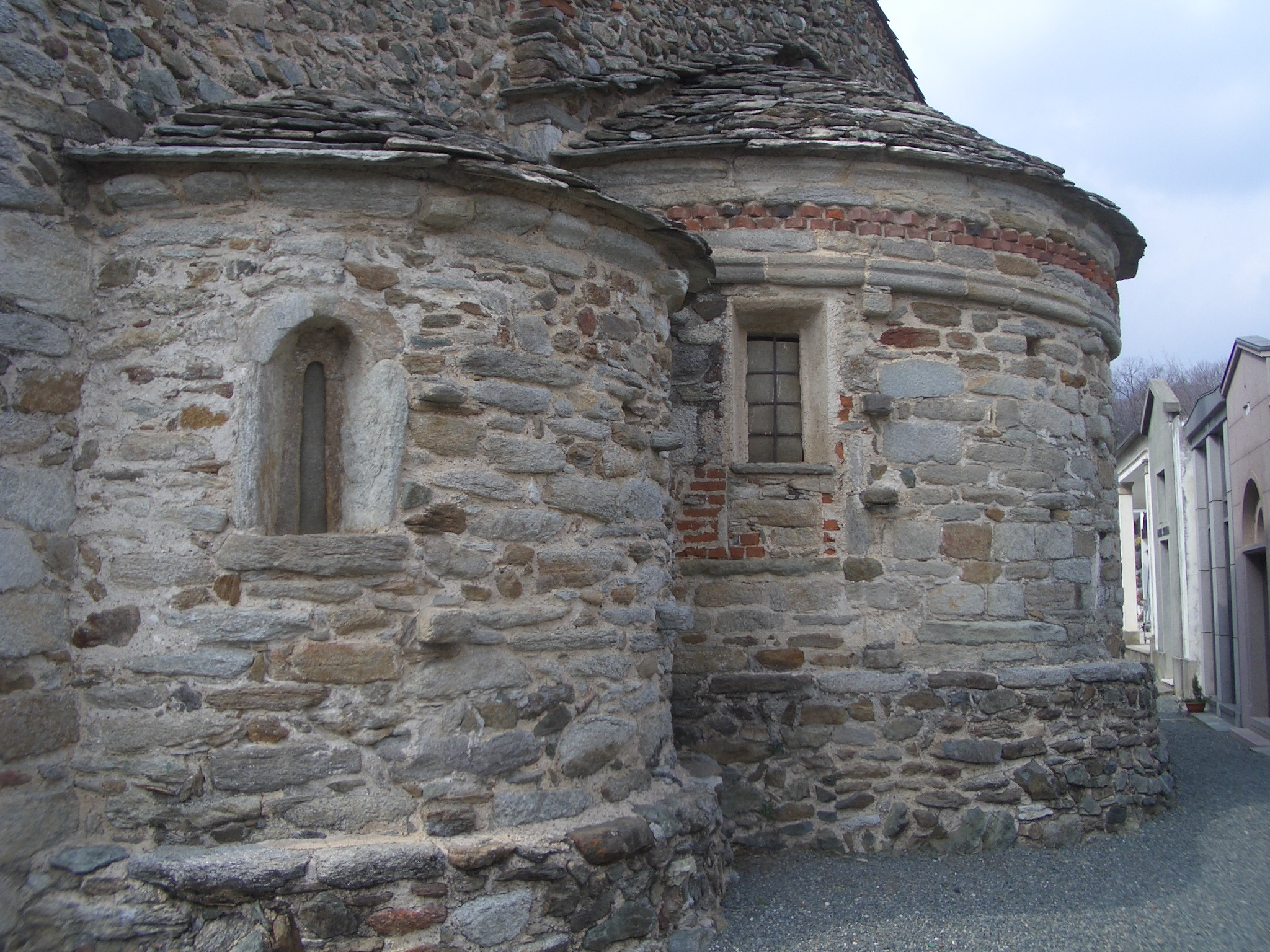
Le absidi
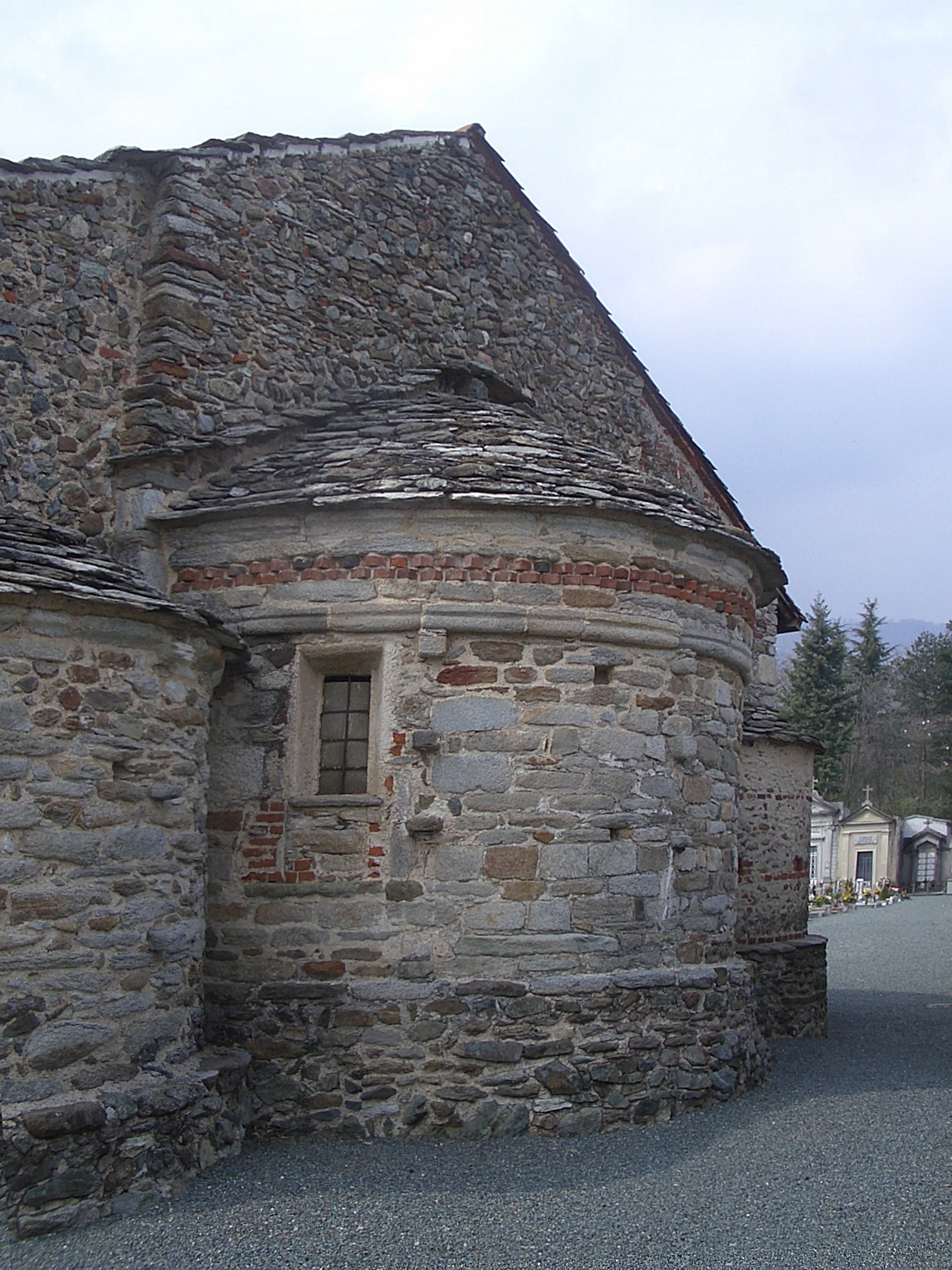
Le absidi